# Trioserica sparsesquamosa
Trioserica sparsesquamosa är en skalbaggsart som beskrevs av Moser 1922. Trioserica sparsesquamosa ingår i släktet Trioserica och familjen Melolonthidae. Inga underarter finns listade i Catalogue of Life.